# Meille
Meille fou el nom d'una senyoria de Suïssa que van posseir els senyors de Grailly.
Deriva del lloc de Praz Melley a la comuna de Saint-Martin (Friburg), i al seu torn derivat de la paraula Melley, que és un pomer salvatge. Apareix escrit com Maillyz, Maylle, Maille, Maylle, Meillie i Meille.